# Edgar Street
Az Edgar Street egy labdarúgóstadion Hereford városában. A stadion a Hereford United csapatának otthona volt 2014-ig. 2015 óta a Hereford FC együttese bérli az intézményt a városi önkormányzattól.